# Carmelo Cassati
Carmelo Cassati (ur. 6 kwietnia 1924 w Tricase, zm. 3 lutego 2017 tamże) – włoski biskup katolicki.

## Życiorys
17 grudnia 1949 został wyświęcony na kapłana, a 27 kwietnia 1970 wyznaczony na pomocniczego biskupa Pinheiro i tytularnego biskupa Nova Germania. 28 czerwca 1970 otrzymał święcenia biskupie na biskupa tytularnego Nova Germania. 27 czerwca 1975 wyznaczono go na prałata Pinheiro. 26 maja 1978 złożył rezygnację z funkcji tytularnego biskupa Nova Germania, a następnie 12 lutego 1979 wyznaczono go na biskupa Tricarico. 7 września 1985 otrzymał dwie funkcje zostając mianowanym biskupem San Severo i Lucera. 30 września 1986 złożył rezygnację z funkcji biskupa Lucera. 15 grudnia 1990 wyznaczony na arcybiskupa Trani-Barletta-Bisceglie. 13 listopada 1999 odszedł na emeryturę.